# Santino Maria da Silva Coutinho
Dom Santino Maria da Silva Coutinho (Pilões, 18 de dezembro de 1868 — 10 de janeiro de 1939) foi um bispo católico brasileiro.
Foi ordenado sacerdote no dia 19 de dezembro de 1891.
No dia 9 de setembro de 1906 o Padre Dr. Santino Maria da Silva Coutinho é consultado para Bispo do Maranhão, ao que aceita no dia 20 de setembro. No dia 6 de dezembro deste mesmo ano o Papa Pio X transfere Dom Santino para a Arquidiocese de Belém do Pará.

## Arcebispo de Belém do Pará
Dom Santino Maria recebeu a ordenação episcopal em Roma, no Colégio Pio Latino-americano, no dia 19 de março de 1907 das mãos do Cardeal Arcoverde e de Dom Francisco do Rego Maia e Dom Antônio Xisto Albano. Nesta mesma cerimônia recebeu também a ordem episcopal Dom Frederico Benício de Sousa Costa.
Em 1906, foi 22º Bispo de S. Luís do Maranhão. Antes de tomar posse foi promovido a 2º Arcebispo do Pará em 1907.
Sua entrada solene na Catedral de Belém do Pará deu-se a 29 de junho de 1907.
Foi transferido para a Arquidiocese de Maceió como 2º Arcebispo de Maceió no dia 19 de janeiro de 1923, no dia 16 de setembro toma posse em Maceió.

### Sucessão
Na Arquidiocese de Belém do Pará, Dom Santino Maria da Silva Coutinho foi o segundo Arcebispo, sucedeu a Dom José Marcondes Homem de Melo e teve como sucessor Dom João Irineu Joffily.
Na Arquidiocese de Maceió Dom Santino Maria da Silva Coutinho é o segundo Arcebispo, sucedeu a Dom Manuel Antônio de Oliveira Lopes e teve como sucessor Dom Ranulfo da Silva Farias.

## Na Arquidiocese de Maceió
O terceiro titular da Sé Arquiepiscopal de Maceió foi D. Santino Maria da Silva Coutinho, paraibano de Areia, então arcebispo do Grão-Pará. D. Santino Coutinho era doutor de três láureas pela Pontifícia Universidade Gregoriana de Roma: Filosofia, Teologia e Cânones. Sua biblioteca era valiosa e especializada. Ele a doou ao Seminário de Maceió por ocasião de sua morte.
Um dos marcos de maior relevo da gestão de D. Santino Coutinho foi a construção do Palácio Arquiepiscopal, cujas obras se iniciaram em 1926 e se arrastaram até 1931. Outro fato acontecido no seu episcopado foi constituição dos Estatutos do Cabido Metropolitano. Além disso, a iniciativa para o estabelecimento da Ordem dos Frades Menores Capuchinhos na capital alagoana partiu de D. Santino. Em 3 de novembro de 1935, chegaram a cidade de Maceió os três primeiros religiosos: Frei Bento de Terrinca, Frei Cipriano de Ponteccio e o Irmão Bartolomeu de Querceta.
No governo de D. Santino, na época da administração municipal do Dr. Ernani Teixeira Bastos, em virtude do replanejamento urbanístico do Centro da capital, foi construída a nova escadaria externa da Catedral, sob a orientação do Dr. Isaac Gondim. A velha escadaria, que se estendia até a rua, sofreu um sensível recuo, ficando com a sua forma atual.

## Peculiaridades de Dom Santino
Há um fato pitoresco sobre D. Santino. Ele costumava sempre marcar presença em todas as solenidades, sessões, conferências etc. E conhecia bem todos os oradores da província. Quando sabia que a falação seria enfadonha e maçante, pedia ao seminarista que o secretariava o seu "óculos de discursos". Eram óculos com lentes escuras, sob as quais as pálpebras do velho arcebispo podiam se fechar discretamente, sem que ninguém percebesse que o arcebispo estava dando um rápido cochilo.
Ainda merecem destaque no episcopado de D. Santino: a chegada das Irmãs do Bom Pastor, em 1929; a fundação da Casa do Pobre, por iniciativa feliz e oportuna do Mons. João Batista Wanderley, e a chegada das Filhas da Caridade de São Vicente de Paulo, em 1931; enfim, a fundação, em 1934, do Colégio de São José, confiado à direção das Irmãs de Santa Catarina de Sena.
Em novembro de 1937, D. Santino Coutinho adoeceu gravemente e foi para a sua terra natal, a Paraíba. Todavia, como ele nunca solicitou bispo auxiliar, nem indicou substituto, a arquidiocese ficou sob a direção do vigário capitular, Mons. Ribeiro Vieira. Ao longo de dois anos, a Província Eclesiástica de Alagoas viveu um clima de expectativa, quanto à saúde do arcebispo e a possibilidade de sua sucessão. O ilustre prelado faleceu em 1939, tendo sido sepultado na capela-mor da Igreja Catedral.
No processo de sucessão de D. Santino, vários nomes foram cogitados como possíveis candidatos: D. Adalberto Sobral, então bispo de Pesqueira, D. Antônio Lustosa, então arcebispo do Pará, D. João da Mata, então bispo de Cajazeiras, D. Severino Vieira, então bispo de Teresina, D. Marcolino Dantas, de Natal, e até D. Jaime de Barros Câmara, na época bispo de Mossoró, depois Cardeal Arcebispo do Rio de Janeiro.

## Época de sua sucessão
Cresciam as expectativas e aumentavam as especulações, a cada dia. No entanto, para a grande surpresa de todos, a 8 de julho de 1939, a Santa Sé informou que fora eleito para a sede de Nossa Senhora dos Prazeres o bispo de Guaxupé, D. Ranulfo da Silva Farias, um ilustre desconhecido. Natural de Nazaré das Farinhas, na Bahia, D. Ranulfo foi o arcebispo que mais tempo regeu a Sé maceioense: vinte e quatro anos, de 1939 a 1963.

## Ordenações episcopais
Dom Santino Maria foi co-celebrante da sagração episcopal de:
- Dom Moisés Ferreira Coelho
- Dom João Irineu Joffily